# Bandiera di Rio de Janeiro (stato)
La bandiera dello Stato di Rio de Janeiro è stata adottata nel 1947 e riconfermata nel 1965; secondo alcune fonti era già utilizzata dal 1937.
La bandiera riprendere i colori ufficiali di Rio de Janeiro, ovvero 2 quadrati bianchi e 2 azzurri; gli altri elementi presenti sono una stella bianca (lo stato), rami di caffè e canna da zucchero, un'aquila bianca che artiglia un planisfero blu recante la scritta 9 abril 1892 - Recte rempublicam gerere, un paesaggio della baia di Guanabara (ai tempi del navigatore fiorentino Amerigo Vespucci) e della Serra de Órgãos.